# Auxon (Aube)
Auxon é uma comuna francesa na região administrativa de Grande Leste, no departamento de Aube. Estende-se por uma área de 25,49 km². Em 2010 a comuna tinha 1 022 habitantes (densidade: 40,1 hab./km²).